# Sideroxylon galeatum
Sideroxylon galeatum là một loài thực vật có hoa trong họ Hồng xiêm. Loài này được (A.W.Hill) Baehni miêu tả khoa học đầu tiên năm 1965.